# Apocriefen van het Nieuwe Testament
Apocriefen van het Nieuwe Testament, ook wel christelijke apocriefen genoemd, zijn teksten die in het vroege christendom door sommige christenen werden beschouwd als door God geïnspireerd, maar in het proces van canonvorming van het Nieuwe Testament uiteindelijk (op zijn laatst 5e eeuw) niet werden opgenomen in de canon van het Nieuwe Testament.
Deze werken waren vaak pseudepigrafisch, dat wil zeggen toegeschreven aan een belangrijk persoon in het ontstaan van de Kerk, zoals een apostel of andere eerste-eeuwse christen. Sommige hiervan zijn sinds hun ontstaan bekend gebleven (zoals de Brief van Barnabas). Andere zijn herontdekt door tekstvondsten, zoals de Nag Hammadigeschriften, weer andere zijn gereconstrueerd uit citaten in werken van vroege kerkvaders. 

## Overzicht

### Duiding
De term apocrief is afkomstig van het Griekse woord ἀπόκρυφος (apókruphos), dat "verborgen" of "geheim" betekent. Met 'apocriefen van het Nieuwe Testament' worden doorgaans geschriften aangeduid die in de eerste eeuwen na Christus rondom de Bijbel zijn ontstaan, die vaak beweren in naam van Bijbelse personen te zijn geschreven (maar dat waarschijnlijk nooit daadwerkelijk waren) en soortgelijke religieuze onderwerpen behandelen, maar om verschillende redenen door de vroege Kerk zijn afgewezen voor opname in de canon van het Nieuwe Testament. Volgens nieuwtestamenticus Bart D. Ehrman hanteerden de proto-orthodoxe christenen vier criteria om te bepalen welke boeken in de canon thuishoorden en welke niet.:26:13
- Een boek moest antiek zijn, dat wil zeggen, stammen uit de tijd kort na het leven van Jezus (ca. 30 tot 100 n.Chr., ook wel de 'apostolische periode' genoemd). Te recente geschriften zoals De herder van Hermas werden uitgesloten.
- Een boek moest apostolisch zijn, dat wil zeggen, geschreven door een apostel (of een metgezel van een apostel) van Jezus. Er waren discussies over wie tot deze apostolische vaders dienden te worden gerekend.
- Een boek moest orthodox zijn, dat wil zeggen, in lijn met de proto-orthodoxe theologie. Zo werd bijvoorbeeld het Evangelie volgens Petrus uitgesloten, omdat de christologie ervan docetisch was volgens Serapion van Antiochië. De Openbaring van Johannes werd bijna uitgesloten, omdat de proto-orthodoxen niet geloofden in de daarin verkondigde letterlijke duizendjarige heerschappij van Christus op aarde (chiliasme).
- Een boek moest brede erkenning genieten in de Kerk, dat wil zeggen, de meeste vroegchristelijke gemeenten dienden het te aanvaarden en gebruiken.

Boeken die volgens proto-orthodoxe christelijke leiders niet voldeden aan deze criteria werden uitgesloten van de canon en 'apocrief' genoemd. Pas eind 4e eeuw werd er in de Kerk definitieve overeenstemming bereikt over welke 27 boeken canoniek waren en derhalve dat alle andere boeken apocrief waren.:6:00
De termen 'apocrief' en 'pseudepigraaf' worden vaak als synoniem gezien, maar er zijn belangrijke verschillen. Terwijl een pseudepigraaf per definitie een vervalsing is (een document geschreven met de bedoeling om haar lezers aangaande haar ware oorsprong te misleiden, of in engere zin, geschreven door iemand anders dan die de tekst zelf aanwijst als de auteur), is een apocrief niet per se een vervalsing; de auteur kan anoniem zijn en geen misleiding beogen. Hoewel meestal alleen vroegchristelijke geschriften tot 'apocrief' worden bestempeld, is er geen vaststaande periodisering voor dergelijke geschriften en de afbakening ervan is onderwerp van discussie. Sommige geleerden menen dat middeleeuwse christelijke teksten met vergelijkbare elementen ook 'apocriefen' zouden kunnen of moeten worden genoemd, terwijl de gangbare term daarvoor nu nog 'hagiografie' of 'heiligenleven' is. Volgens een minderheid van geleerden, zoals Eric Vanden Eykel, kan men zelfs 21e-eeuwse christelijke teksten met vroegchristelijke figuren geschreven door auteurs die hun echte naam gebruiken en erkennen dat het fictie is, rekenen tot "moderne apocriefen".
Tijdens de Canonvorming van het Nieuwe Testament kwam het tot een scheiding tussen canonieke en apocriefe boeken. Zo waren sommige apocriefen in gebruik bij en bewerkt door volgelingen van gnostische leraren, van andere apocriefen werd de authenticiteit betwist en van weer andere geschriften werd beweerd dat zij ketterijen bevatten. Een groot aantal christelijke en filosofische geschriften werd gevonden in 1945 bij Nag Hammadi, de zogenaamde Nag Hammadigeschriften, waaronder ook gnostiserende apocriefen.
Boeken waarvan door sommige kerken wordt beweerd dat deze onderdeel uitmaken van het Nieuwe Testament, maar waarvan niet objectief kon worden vastgesteld dat ze in de oudheid bestaan hebben, worden niet tot de apocriefen gerekend. Voorbeelden hiervan zijn het middeleeuwse Evangelie van Barnabas (hoewel de Brief van Barnabas soms zo werd genoemd) en recentere werken die zich beroepen op goddelijke inspiratie, zoals het Boek van Mormon en de boeken van Jakob Lorber.
Vaak komen apocriefe werken, vooral die van latere datum, tot soms zeer recente toe, tegemoet aan de behoefte om meer te weten over dingen waarover het Nieuwe Testament zwijgt of weinig zegt: de kinderjaren van Jezus, het lot van de menselijke ziel na de dood, de avonturen van de apostelen in verre landen enzovoort. Meestal is het vertellende, legendarische en ook het fantastische element in deze apocriefen sterker dan in het NT zelf.

### Genres
De apocriefen zijn meestal geschreven volgens dezelfde vier genres die voorkomen in de zevenentwintig boeken van het Nieuwe Testament:
- evangeliën (biografieën van Jezus)
- handelingen (daden van de vroege apostelen)
- epistels (brieven van apostelen naar vroegchristelijke gemeenten of naar elkaar)
- apocalyptiek (openbaringen; verhalen waarbij God een mens (een deel van) de waarheid onthult)

## Evangeliën
Het is niet bekend hoeveel evangeliën er onder de vroege christenen circuleerden. Er zijn uit de eerste christelijke eeuwen ongeveer 25 tot 30 bewaard gebleven, soms in hun geheel, enkele uiterst fragmentarisch.:3:55 Meestal zijn de apocriefe evangeliën pas veel later geschreven dan de canonieke evangeliën, namelijk van de 2e tot en met de 8e eeuw. Een minderheid van geleerden is van mening dat het Evangelie van Thomas uit de eerste eeuw stamt en daarmee ongeveer even oud is als, of zelfs ouder zou kunnen zijn dan, de vier canonieke evangeliën.:1:40

### Jeugdevangeliën
De canonieke evangelies van Matteüs, Markus, Lukas en Johannes vertellen weinig over de jeugd van Jezus. In deze lacune wordt voorzien door een aantal teksten die zich alleen met deze periode uit het leven van Jezus bezighouden:
- Het proto-evangelie van Jakobus[8] (ook wel het Evangelie van Jakobus genoemd)
- Het kindsheidsevangelie van Thomas (niet te verwarren met het Evangelie van Thomas)
- Het evangelie van pseudo-Matteüs (ook wel de Geboorte van Maria en Kindertijd van de Verlosser)[11]
- Het leven van Johannes de Doper
- De geschiedenis van Jozef de Timmerman[1]

Soms wordt ook het Arabisch kindsheidsevangelie (of Syrisch kindsheidsevangelie) tot de apocriefen van het Nieuwe Testament gerekend, hoewel de ontstaansperiode (6e eeuw), daarvoor al te laat is. Het Libellus de nativitate Sanctae Mariae en het Latijnse Kindsheidsevangelie zijn zeer laat ontstaan, zodat deze zonder twijfel niet meer tot de apocriefen kunnen worden gerekend.
Veel van de kindsheidsevangelies blijken te zijn gebaseerd op een combinatie van het Kindsheidsevangelie van Thomas en het Proto-evangelie van Jakobus.

### Joods-christelijke evangeliën
Auteurs binnen groeperingen van het vroegchristelijk jodendom schreven in de tweede eeuw hun eigen evangeliën.
- Het Evangelie van de Hebreeën[8]
- Het Evangelie van de Nazorenen[1]
- Het Evangelie van de Ebionieten[8]

Fragmenten daarvan zijn bewaard gebleven binnen de kritische commentaren van de groepen die hen destijds bestreden.
Over het onafhankelijk karakter van het evangelie van de Ebionieten bestaat op het vakgebied consensus. Er zijn meerdere opvattingen of de overige twee teksten wel of niet of gedeeltelijk tot eenzelfde evangelie behoord hebben.

### Gezegdenevangeliën
Twee teksten hebben de vorm van een korte verzameling logia—gezegdes en korte gelijkenissen, zonder verhaalstructuur:
- Het Evangelie van Thomas,[8] niet te verwarren met het Kindheidsevangelie van Thomas, is geschreven tussen 130 en 160[bron?] in het Koptisch.[1] Het is kort en het bekendste apocrief; het bestaat uit 114 uitspraken (logia) die van Jezus zouden zijn.[1]
- Evangelie van Filippus[8] waarschijnlijk geschreven door een leerling van Valentinus

### Moraalevangeliën
Enkele teksten nemen de vorm aan van discussies over moraliteit, in het bijzonder over seksuele onthouding, meestal in de vorm van een discussie tussen Jezus en een of meerdere discipelen.
- Griekse evangelie van de Egyptenaren
- Boek van Thomas de Strijder of simpelweg Boek van Thomas[1]

### Passie-evangeliën
Een aantal evangelies houdt zich speciaal bezig met de Passie (dat wil zeggen de dood van Jezus en zijn Opstanding):
- Het Evangelie van Andreas[bron?]
- Het Evangelie van Judas (Iskariot), bekend van slechts één Koptische kopie gedateerd op 280 (±60 jaar), bevat gesprekken tussen Jezus en Judas Iskariot
- Het Evangelie van Petrus
- Het Evangelie van Nikodemus (4e eeuw; ook wel Handelingen van Pilatus)[1]
- Het Evangelie van Bartholomeüs (5e eeuw)[1]
- Het Vragen van Bartholomeüs
- De Wederopstanding van Jezus Christus (dat claimt volgens Bartholomeüs te zijn)
- Het Evangelie van Thaddeüs[bron?]

Hoewel er drie teksten zijn die de naam Bartholomeüs dragen, is het mogelijk dat een van de twee teksten Vragen van Bartholomeüs en Wederopstanding van Jezus Christus in feite het onbekende Evangelie van Bartholomeüs is.

## Handelingen van de apostelen
Diverse teksten houden zich bezig met de levens en daden van de apostelen:
- De Handelingen van Andreas,[8] geschreven begin 3e eeuw; een variant van de tekst heet Het Martelaarschap van Sint Andreas en beschrijft zijn kruisdood[1][12]
- De Handelingen van Andreas en Mattias in de stad van de antropofagen[1]
- De Handelingen van Andreas en Paulus[1]
- De Handelingen van Barnabas[1]
- De Handelingen van Filippus[1][13]
- De Handelingen van Jacobus de Grote[1]
- De Handelingen van Johannes,[8] geschreven rond 150 tot 180[1][14]
- De Handelingen van Johannes (Prochorus)[1][15]
- De Handelingen van Petrus[8] (het laatste deel wordt soms apart gevonden en heet dan het Martelaarschap van Petrus), geschreven rond 180 tot 190[1][16]
- De Handelingen van Petrus en Andreas[1]
- De Handelingen van Petrus en de Twaalf Apostelen
- De Handelingen van Petrus en Paulus
- De Slavische Handelingen van Petrus[1]
- De Handelingen van Paulus, waarin tekstdelen die soms apart worden gevonden, waaronder:[1]
  - De Handelingen van Paulus en Thekla[1]
- De Handelingen van Thaddeüs[1]
- De Handelingen van Tomas,[8] geschreven eerste helft 3e eeuw[1][17]
- De Negen boeken van Clemens

## Epistels (brieven)
Apocriefe epistels zijn geschriften die zichzelf presenteren als brieven tussen apostelen en vroegchristelijke gemeenten of tussen apostelen en andere individuen (zoals andere apostelen), maar uiteindelijk niet in het Nieuwe Testament zijn opgenomen. Sommige van deze niet-canonieke brieven werden in de vroege kerk zeer hoog gewaardeerd. In sommige vroege canons werden sommige van deze epistels daarom nog wel opgenomen, zoals de brief van Barnabas, die was opgenomen in de Codex Sinaiticus.:5:16

### Brieven toegeschreven aan Clemens
De Codex Alexandrinus (ca. 400–440) beschouwde twee brieven toeschreven aan bisschop Clemens van Rome als canoniek, maar andere vroege canons niet. Moderne geleerden zijn het erover eens dat de brieven niet door dezelfde persoon geschreven kunnen zijn, de tweede brief zeer waarschijnlijk niet door Clemens is geschreven en de eerste brief misschien ook niet.
- De Eerste brief van Clemens aan de Korintiërs (waarschijnlijk geschreven in 96)[19]
- De Tweede brief van Clemens aan de Korintiërs (geschreven ergens tussen 95 en 140)[20]

### Brieven van Ignatius
Ignatius van Antiochië (ca. 30 – ca. 107) was bisschop van Antiochië in Syrië vanaf 69 of 70. Hij schreef een aantal brieven:
- De brief van Ignatius aan de Efeziërs
- De brief van Ignatius aan de christenen van Magnesia
- De brief van Ignatius aan de christenen van Thrallus
- De brief van Ignatius aan de Romeinen
- De brief van Ignatius aan de christenen van Philadelphia
- De brief van Ignatius aan de christenen van Smyrna
- De brief van Ignatius aan Polycarpus

### Brieven toegeschreven aan Paulus
- De Derde brief aan de Thessalonicenzen (toegeschreven aan Paulus)[bron?]
- De Brief aan de Alexandrijnen (toegeschreven aan Paulus)
- De Brief aan de Ioniërs (toegeschreven aan Paulus)[bron?]
- De Brief aan de Laodicenzen (toegeschreven aan Paulus)[8][1][21]
- De Derde brief van Paulus aan de Korintiërs, toegeschreven aan Paulus[1] als antwoord op de zogenaamde Brief van de Korintiërs aan Paulus[22]
- De Briefwisseling tussen Paulus en Seneca[8] (toegeschreven aan Paulus en Seneca de Jongere)[1]

### Overige brieven
- De Brief van Barnabas, toegeschreven aan Barnabas, geschreven rond 130[23]
- De Brief van de Korintiërs aan Paulus
- De Brief van Petrus aan Filippus, toegeschreven aan Petrus
- De brief van Polycarpus (+155) aan de Filippenzen[24]
- De Brief van Titus[1]
- De Briefwisseling tussen Jezus en Abgarus,[1] de koning van Edessa, beschreven in de Legenda aurea (13e eeuw)
- De brieven van Herodes en Pilatus

## Apocalyptiek (openbaringen)
Een openbaring (Grieks: apocalypsis, vanwaar "apocalyptiek") is een werk dat wordt omkleed als een onthulling van de waarheid, een visioen, vaak handelend over de toekomst, het leven na de dood of beide.
- Openbaring van Petrus,[8] geschreven rond 125 tot 150[1][25]
- Gnostische Openbaring van Petrus, gevonden bij Nag Hammadi[1]
- Openbaring van Tomas[8][26]
- Openbaring van Stephanus
- Eerste openbaring van Jacobus, gevonden bij Nag Hammadi[1]
- Tweede openbaring van Jacobus, gevonden bij Nag Hammadi[1]
- Openbaring van Paulus[8]
- Gnostische Openbaring van Paulus, gevonden bij Nag Hammadi[1]
- De herder van Hermas[4]:5:16 (ca. 150)[27]

## Gnostische teksten
Sommige teksten hebben de vorm van een uiteenzetting van de dualistische kosmologie en gnostische ethiek. Dit neemt vaak de vorm aan van een dialoog waarin Jezus esoterische kennis uiteenzet, terwijl zijn discipelen daar vragen over stellen. Er is ook een tekst, bekend als de Epistula Apostolorum ("Brief van de Apostelen"), die uit polemiek bestaat tegen de gnostische esoterica, maar die wel in een soortgelijke stijl geschreven is als de gnostische teksten.

### Algemeen gnostische teksten
- Gnostische Openbaring van Petrus (zeer verschillend van de gelijknamige Openbaring van Petrus)
- De Wijsheid van Jezus Christus (ook wel de Sophia van Jezus Christus[1] en de Sophia Jesu Christi)
- Eugnostus de Gelukzalige (ook wel het Epistel van Eugnostos)
- De Dialoog van de Verlosser[1]
- Evangelie van Maria Magdalena, onder de aandacht gekomen door De Da Vinci Code van Dan Brown

(ook wel Evangelie van Maria)
- Koptische evangelie van de Egyptenaren, eigenlijke naam Heilige boek van de grote onzichtbare Geest
- Evangelie van Judas
- Uitleg van de Gnosis
- Evangelie der Waarheid[8] toegeschreven aan Valentinus
- Geheime Boek van Johannes of Apocryphon van Johannes,[8] met een uitgewerkte gnostische scheppingsmythe
- Pistis Sophia
- Evangelie van Mani[8]

### Sethiaanse gnostische teksten
De Sethianen waren een gnostische groep die aanvankelijk de Bijbelse Seth vereerden als messiaanse figuur, maar later Jezus als een reïncarnatie van Seth gingen beschouwen. Ze produceerden een groot aantal teksten waarin hun esoterische kosmologie wordt uiteengezet, meestal in de vorm van visioenen:

### Ritualia
- Boeken van Jeu

## Allerlei
Er zijn nog teksten die zich met meer uiteenlopende zaken bezighouden:
- De Fundering
- De Schat
- Verhandeling over de Opstanding
- Het Apocryphon van Jacobus[1] (ook wel het Geheime Evangelie van Jacobus)
- Het Gebed van Paulus
- De Prediking van Paulus of Preek van Paulus (Praedicatio Pauli)[28]
- De Pseudo-Clementijnse roman (ook wel Pseudo-Clementijnse literatuur, waar de hypothetische Kerygma(ta) oftewel Preek/Prediking(en) van Petrus deel van uitmaakt)[29]
- De Canons van de Apostelen
- Het Geheime Marcusevangelie

### Maria
Verscheidene teksten (meer dan 50) bestaan uit beschrijvingen van de gebeurtenissen rond het lot van Maria (de moeder van Jezus).
- De Thuisreis van Maria
- Het Inslapen van de Moeder van God

### Fragmenten
Er zijn ook nog kleine fragmenten van soms onbekende of onzekere teksten.
Enkele van de belangrijkste fragmenten zijn:
- Het Evangelie van de Verlosser
- De Psalm van de Naässenen
- Het Fayum Fragment
- Het Geheime evangelie van Marcus
- De Oxyrhynchus Evangeliën bestaan uit twee bewaard gebleven teksten. Oxyrhynchus Papyrus 840 en Oxyrhynchus Papyrus 1224.
- Het Egerton Evangelie

### Verdwenen werken
Er zijn ook diverse teksten die tot de apocriefen gerekend zouden worden en in vele antieke bronnen worden genoemd, maar waar geen tekst meer van bewaard is gebleven:
- Het Evangelie van Matthias[8] (waarschijnlijk niet te verwarren met het Evangelie volgens Matteüs)
- Het Evangelie van de vier Hemelse Rijken
- Het Evangelie van de Perfectie
- Het Evangelie van Eva
- Het Evangelie van de Twaalf
- Memoria Apostolorum
- Het Evangelie van de Zeventig
- De Grafplaat van de Apostelen
- Het Boek van de slangenbezweringen
- De Lotsbestemming van de Apostelen

## Rol van apocriefen van het Nieuwe Testament binnen de islam
De Koran bevat verscheidene passages die overeenkomsten vertonen met apocriefe geschriften, zoals het Proto-evangelie van Jakobus in Soera 3:37,44 en het Kindheidsevangelie van Thomas in Soera 3:49. Moslims aanvaarden de canonieke geschriften van de Bijbel niet zonder meer, vanwege de vele conflicten met de Koran; men hecht meer waarde aan apocriefen zoals het laat-middeleeuwse Evangelie van Barnabas, waarvan een Spaanse en een Italiaanse tekst bekend zijn, waarin in hoofdstuk 44 Mohammed als profeet wordt aangekondigd. Dit boek wordt vanwege zijn late ontstaan meestal niet meer bij de apocriefen gerekend.